# Bitva u Vltavy
Bitva u Vltavy se odehrála roku 872 mezi franskými vojsky vedenými mohučským arcibiskupem Liutbertem a kmenem Čechů. V této bitvě zvítězili Frankové, Čechové se však uchýlili do svých hradišť, na které si již Frankové netroufli a odtáhli zpět do Východofranské říše. Jediná zmínka o této bitvě pochází z Fuldských letopisů.

## Před bitvou
V roce 870 na Velké Moravě povstal Svatopluk proti svému strýci Rostislavovi a s pomocí franských vojsk se mu Rostislava podařilo vydat Ludvíku II. Němci. Svatopluk po tomto činu očekával, že ho Frankové dosadí na pozici velkomoravského panovníka. Ludvík Němec ovšem namísto toho vyslal na Velkou Moravu dva franské markrabí, Viléma a Engilšalka I., coby velkomoravské regenty. Svatopluk byl zároveň se sv. Metodějem uvězněn patrně v Ellwangen. Roku 871 proti vnucené franské vládě vypuklo na Velké Moravě lidové povstání, vedené Slavomírem, knězem z rodu Mojmírovců. Ludvík Němec vyslal proti povstání své vojsko, které však bylo brzy poraženo. Proto vyslal druhou výpravu, do jejíhož čela dosadil propuštěného Svatopluka, od kterého se mu dostalo slibu, že povstání přemůže. Jakmile ale franská výprava dorazila k hlavní velkomoravské pevnosti, Svatopluk přeběhl na povstaleckou stranu, chopil se vojenského velení a franské síly zcela rozdrtil.
Mezi Velkou Moravou a Východofranskou říší brzy vypukla válka. V květnu roku 872 vytáhli Frankové nejen proti Moravě, ale i proti Čechům. Velitel armády proti Moravě byl Karloman, syn Ludvíka II. Němce, a jeho pomocníkem byl svatý Arn (biskup würzburský). Moravskému vojsku se podařilo přepadnout část franského vojska, odpočívajícího na břehu Dunaje a díky tomuto přepadení nad Franky zvítězili.

## Bitva
| „               | V měsíci květnu poslal proti moravským Slovanům Durynky a Sasy. Poněvadž s sebou neměli krále a nechtěli být mezi sebou svorní, dali se před nepřáteli na útěk, a když ztratili velký počet svých [lidí], s hanbou se vrátili. Ba vypráví se, že některá hrabata byla na útěku ženičkami té země zbita a kyji shazována s koní. Znovu byli někteří z Franků posláni na pomoc Karlomanovi proti uvedeným Slovanům, jiní byli určeni proti Čechům. Ti a pět knížat těchto jmen: Svatoslav, Vitislav, Heriman, Spytimír, Mojslav, (Goriwei), která se s velkým množstvím lidu pokoušela rozpoutat válku, obrátili s pomocí boží na útěk. Jiné pobili a jiné zranili, někteří utonuli též v řece Vltavě, ti však, kdož mohli uniknout, uchýlili se do měst. | “ |
| — Fuldské anály | |   |

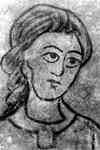
Bořivoj I., možný účastník bitvy u Vltavy

Z textu Annales Fuldenses vyplývá, že zatímco Moravané se útoku na jaře 872 ubránili, Čechové utrpěli porážku. Poté se však uchýlili do svých hradišť, na ty si Frankové už netroufli, takže aspoň poplenili zemi a pak odtáhli. Poprvé v této bitvě jsou zmíněná jména nějakých českých vládců Svatoslava/Světislava (lat. Zuentislan/Zuentisla či Zuuentislan), Vitislava/Vítěslava (lat. Witizlan), Hermana/Heřmana (lat. Heriman/Herman), Spytimíra (lat. Spoitimar/Spoitamar či Spoimar) a Mojslava (Moyslan/Myslan/Nyslan či Mislan). V jednom z nejstarších rukopisů je zmíněný i Goriwei, podle Františka Palackého, Dušana Třeštíka a dalších historiků se jedná o prvního historicky doloženého Přemyslovce, knížete Bořivoje I. Důvod, proč je jméno Bořivoje v některých rukopisech vynecháno, je dodnes neznámý.